# Robin Bryntesson
Robin Bryntesson, né le 17 octobre 1985 à Sollefteå, est un fondeur suédois qui a commencé sa carrière en 2003. 

## Carrière
En 2004, il devient champion du monde junior du sprint à Stryn.
En Coupe du monde, le Suédois a obtenu un succès lors d'un sprint par équipes disputé au Parc olympique de Whistler en janvier 2009.

## Palmarès

### Coupe du monde
- Meilleur classement général : 61e en 2008.
- Meilleur résultat individuel : 7e.
- 2 podiums en épreuve collective : 1 victoire et 1 troisième place.